# Campodorus lucidator
Campodorus lucidator là một loài tò vò trong họ Ichneumonidae.